# Северокорейско-филиппинские отношения
Северокорейско-филиппинские отношения — двусторонние дипломатические отношения между КНДР и Филиппинами. Двусторонние отношения между странами были установлены 12 июля 2000 года, переговоры длились более 20-ти лет. Филиппины стали одной из последних стран Азии установившей отношения с КНДР.

## История
7 сентября 1950 года правительство Филиппин приняло решение направить филиппинский экспедиционной корпус в Южную Корею, чтобы помочь отразить агрессию с севера. Филиппины послали пять батальонов пехоты, общей численностью 7420 солдат. 19 сентября 1950 года первые 1400 филиппинских солдат высадились в порту Пусан. Филиппины стали восьмой страной, вступившей в войну в составе сил ООН.
Интересы Филиппин в КНДР представляет посол в Пекине, а КНДР осуществляет взаимоотношения с Филиппинами через своё посольство в Бангкоке. КНДР предлагала открыть своё посольство в Маниле, но Филиппины ответили отказом. Филиппинские власти решили, что северокорейские дипломаты будут заниматься контрабандой под прикрытием деятельности посольства. Однако, министр иностранных дел Филиппин, Доминго Сиазон настаивал, что КНДР никогда не проявляла инициативы по созданию посольства. По настоящее время вопрос по открытию посольства не решён. Филиппины являются союзником Южной Кореи и Соединённых Штатов Америки, решительно осуждают ядерные и ракетные испытания КНДР.
В марте 2016 года филиппинские власти конфисковали в своих территориальных водах северокорейское судно Jin Teng, руководствуясь новыми санкциями ООН, принятыми в отношении КНДР. На борту корабля не были обнаружены взрывчатые и иные запрещённые вещества. Спустя несколько недель филиппинцами вновь было конфисковано северокорейское судно Theresa Begonia, никаких запрещенных веществ на борту не было найдено.

## Экономические отношения
В 2015 году экспорт товаров из Филиппин в КНДР составил сумму 53,2 млн долларов США. По данным ВТО, в 2016 году Филиппины стали третьим по величине торгово-экономическим партнёром КНДР, объём товарооборота между странами составил сумму около 87 миллионов долларов США.